# Durrani
Die Durrani (درانی Durrānī) oder Abdali (ابدالی Abdālī) sind eine große paschtunische Stammeskonföderation. Ursprünglich unter dem Namen Abdali bekannt, heißen sie seit Ahmad Schah Durrani, dem Begründer des Durrani-Reichs, auch Durrani. Es wird geschätzt, dass sie heute 16 Prozent der Bevölkerung Afghanistans stellen und ihre Zahl um die fünf Millionen beträgt. Man findet sie in großer Zahl auch in Westpakistan. Die Durrani sind zweisprachig, sie sprechen Dari (Persisch) und Paschtu. Sie sind wohl der städtischste und gebildetste Paschtunenstamm in Afghanistan.
Die Durrani stellten und stellen viele berühmte Führer wie die königliche Familie Afghanistans, Bürokraten und Angestellte sowie Händler und Kaufleute. Der Paschtu-Dialekt, den die sie sprechen, hat einen leichten persischen Einfluss und wird von vielen Paschtunen als vornehmer, städtischer und somit auch als reiner empfunden als das rauere Paschtu, das sogenannte Puchtu in Nordafghanistan und in Pakistan. Die Durrani sind wie die meisten Paschtunen Muslime, gehören der hanafitischen Richtung an und befolgen den Ehrenkodex des Paschtunwali.

Das Territorium der Durrani-Regierung von Afghanistan auf seinem Höhepunkt

## Geschichte
Die Durrani sind wie andere Paschtunen und benachbarte Völker iranischsprachig und werden als die Nachfahren Qais Abd ar-Raschids angesehen. Vermutlich sind sie im heutigen Südafghanistan in der Region Loy Kandahar nahe dem Suleimanegebirge entstanden. Die Durrani waren etwa vom 7. bis zum 18. Jahrhundert als Abdali bekannt und gehörten wie ihre Nachbarvölker zunächst verschiedenen Religionen wie dem Zoroastrismus, Judentum, Buddhismus und Hinduismus an. Sie breiteten sich im frühen Mittelalter mit anderen paschtunischen Stämmen aus und bewohnten den größten Teil des heutigen Afghanistans, wo sie bis zur Entstehung des Durrani-Reiches oft unter persischer Herrschaft lebten.
Der Name Durrani leitet sich von dem persischen Titel Durr-i Durrān („Perle der Perlen“) ab, welcher 1747 von Ahmad Schah Abdali, der die Paschtunen vereinigte, auf einer Loja Dschirga angenommen und dann auf seine Dynastie und die gesamte Stammeskonföderation übertragen wurde. Seit dieser Zeit handelte es sich bei den Königen und Emiren Afghanistans um Durrani-Herrscher, genauer gesagt um Monarchen aus dem Popalzai (1747–1843) oder Baraksai (1843–1973).

## Abteilungen und Einzelstämme
Die Durrani-Stammeskonföderation besteht aus zwei Abteilungen mit je 5 Einzelstämmen, welche sich wiederum in zahlreiche Clans unterteilen. Die Durranistämme der Zirak-Abteilung können insbesondere in der Region um Kandahar angetroffen werden und beinhalten die Barakzai, die Popalzai, die Mohammadzai, die Alikozai und die Achekzai. Die Panjpaou-Abteilung lebt westlich von Kandahar in Helmand und Farah und beinhaltet die Noorzai, die Alizai und die Ishaqzai.
Die Alphabetisierungsrate der Durrani ist die höchste unter den paschtunischen Stämmen in Afghanistan und beträgt circa 25 Prozent. Die Durrani sind Teil der Sarbans eines paschtunischen Stammesbundes.